# Municipio Cañadas de Obregón
Koordinaten: 21° 6′ N, 102° 33′ W
Cañadas de Obregón ist ein Municipio im mexikanischen Bundesstaat Jalisco in der Región Altos Sur. Das Municipio hatte beim Zensus 2010 4.152 Einwohner; die Fläche des Municipios beträgt 272,6 km².
Einziger Ort im Municipio mit zumindest 500 Einwohnern und Verwaltungssitz ist das gleichnamige Cañadas de Obregón. Insgesamt umfasst das Municipio 45 Ortschaften.
Das Municipio Cañadas de Obregón grenzt an die Municipios Mexticacán, Teocaltiche, Jalostotitlán, Valle de Guadalupe und Yahualica de González Gallo.
Das Gemeindegebiet liegt großteils auf einer Ebene auf durchschnittlich etwa 1850 m über dem Meeresspiegel. Knapp die Hälfte der Gemeindefläche ist bewaldet, etwa 30 % sind landwirtschaftliche Nutzfläche, weitere 11 % sind Weidefläche.